# 北塩原村立さくら小学校
北塩原村立さくら小学校（きたしおばらそんりつ さくらしょうがっこう）は、福島県耶麻郡北塩原村にある公立小学校。2020年（令和2年）5月1日時点の児童数は100名。

## 概要
本校は、北山小学校と大塩小学校が統合し、新たに開校した学校である。

## 沿革
- 2007年（平成19年）4月1日 - 北山小学校と大塩小学校が統合し、開校。校舎は、北山小学校の施設を、仮校舎として使用。
- 2008年（平成20年）4月1日 - 改築した旧大塩小学校校舎に移転。

## 主な進学先
- 北塩原村立第一中学校

## アクセス
- JR磐越西線喜多方駅から、磐梯東都バス喜多方線で約15分、「さくら小学校前」バス停下車。
- 北塩原村役場から、
  - 車で約2km・約3分。
  - 上述の路線バスで、「北塩原村役場前」バス停から、「さくら小学校前」バス停まで、2分。

## 周辺
- 国道459号
- 福島県道69号北山会津若松線
- 北山郵便局
- 北塩原村公民館